# Salvatore Catalanotte
Salvatore Catalanotte, detto Sam Sings in the Night (Salemi, 15 febbraio 1893 – Detroit, 14 febbraio 1930), è stato un mafioso italiano naturalizzato statunitense boss della Detroit Partnership dal 1920 al 1930.

## Biografia

### Carriera criminale
Nato a Salemi era figlio di Liborio Catalanotto, contadino, e di Vincenza Giacalone, casalinga.
Emigrò a Detroit nel 1912. Arrivò da Palermo con la SS Ancona, sbarcando ad Ellis Island il 4 giugno 1912. Poco dopo ritornò in Sicilia, ritornando negli Stati Uniti l'anno seguente, sbarcando con la SS Perugia ad Ellis Island il 13 aprile 1913. A Detroit lavorò per i fratelli Giannola durante la guerra tra le famiglie Vitale e Giannola. Catalanotte sopravvisse a molti attentati, emergendo come il nuovo re della Little Sicily di Detroit. Cercò di creare un'alleanza tra le famiglie dell'East Side e del West Side, riuscendoci. Questa nuova alleanza prese il nome di Pascuzzi Combine. Il nuovo sindacato del crimine dimostrò immediamente la sua influenza, corrompendo ufficiali della città e statali, che offrivano protezione ai racket di Catalanotte. Il Pascuzzi Combine è considerato il precursore della Detroit Partnership.

### Morte
Il regno di Salvatore Catalanotte finì il 14 febbraio 1930, quando morì a causa di una polmonite. Per rendergli onore tutti i membri di spicco della criminalità di Detroit parteciparono al suo funerale, celebrato nella Church of the Most Holy Family. Tutto ciò venne seguito da una processione di circa 200 macchine fino alla sua tomba, che si trova al Mount Olivet Cemetery.